# IKCO Dena
O IKCO Dena é um automóvel fabricado pela empresa automobilística Iran Khodro (IKCO); foi revelado em abril de 2011, mas a produção em massa só começou em 2015. 
O IKCO Dena recebeu esse nome em homenagem ao pico Dena na Cordilheira de Zagros, 35 km a noroeste de Iaçuje, no oeste do Irã. A IKCO escolheu esse nome para identificar o carro como um símbolo de melhoria tecnológica e da altura elevada das aspirações da empresa.

## Design e desenvolvimento
O projeto foi delineado em março de 2010 e começou a operar em fevereiro de 2011, o que é considerado um recorde no processo de produção de carros de acordo com a IKCO. O Dena foi revelado pela primeira vez em abril de 2011. Na época, estava inicialmente programado para chegar aos mercados iranianos em abril de 2012.
O Dena é produzido na plataforma IKCO Samand, medindo a mesma largura e apenas 5 cm a mais em comprimento. Três motores diferentes produzidos localmente com base no TU5JP4 da Peugeot estarão disponíveis; EF7 NA, Dena ELX EF7 e EF7 TC, todos com caixa de câmbio manual. Os airbags laterais serão opcionais, enquanto os airbags frontais estão incluídos, o ABS também será padrão em todos os modelos.
Em 2015, a produção em massa do Dena começou com 8.437 unidades sendo produzidas nos primeiros sete meses de 2015, o que corresponde a Tir 1394 no calendário persa. Comparativamente, apenas 48 unidades do Dena foram produzidas em todo o ano persa de 1393. Além disso, 30.472 unidades do antigo Samand e 7.332 unidades do menor Runna também foram produzidas nos primeiros sete meses de 2015.

## Javanan (EFP)
Em 2023, a IKCO revelou a edição Dena Javanan (جوانان em persa), que era uma variante do Dena Plus Turbo existente, feita para jovens. O Dena Javanan usa o novo motor desenvolvido pela IKCO conhecido como EFP (163 cv, 240 Nm), e é oferecido com novos recursos, como sistema de entrada sem chave (e partida sem chave), sistema start-stop, espelho eletrocrômico, sistema de controle eletrônico de estabilidade e sistema de monitoramento da pressão dos pneus.

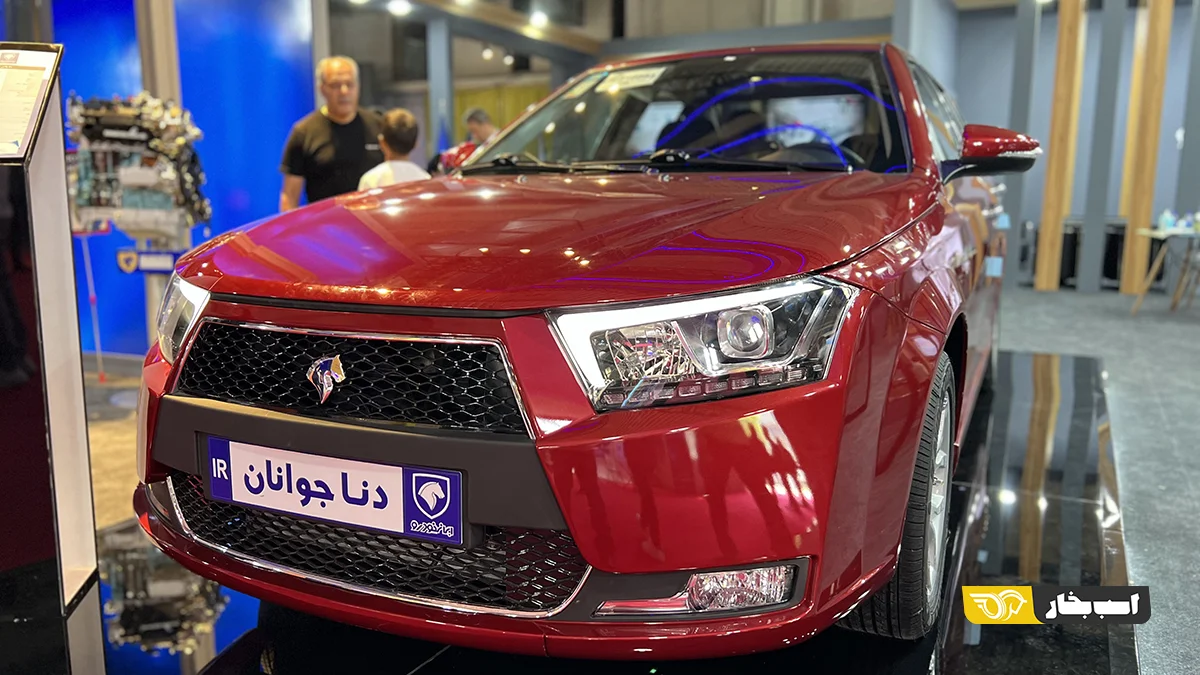
Dena Javanan (dianteira)